# Cenodocus antennatus
Cenodocus antennatus là một loài bọ cánh cứng trong họ Cerambycidae.